# Litosfera

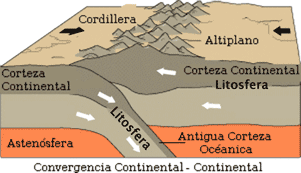
Convergência de duas placas continentais.

Placas tectônicas da litosfera.

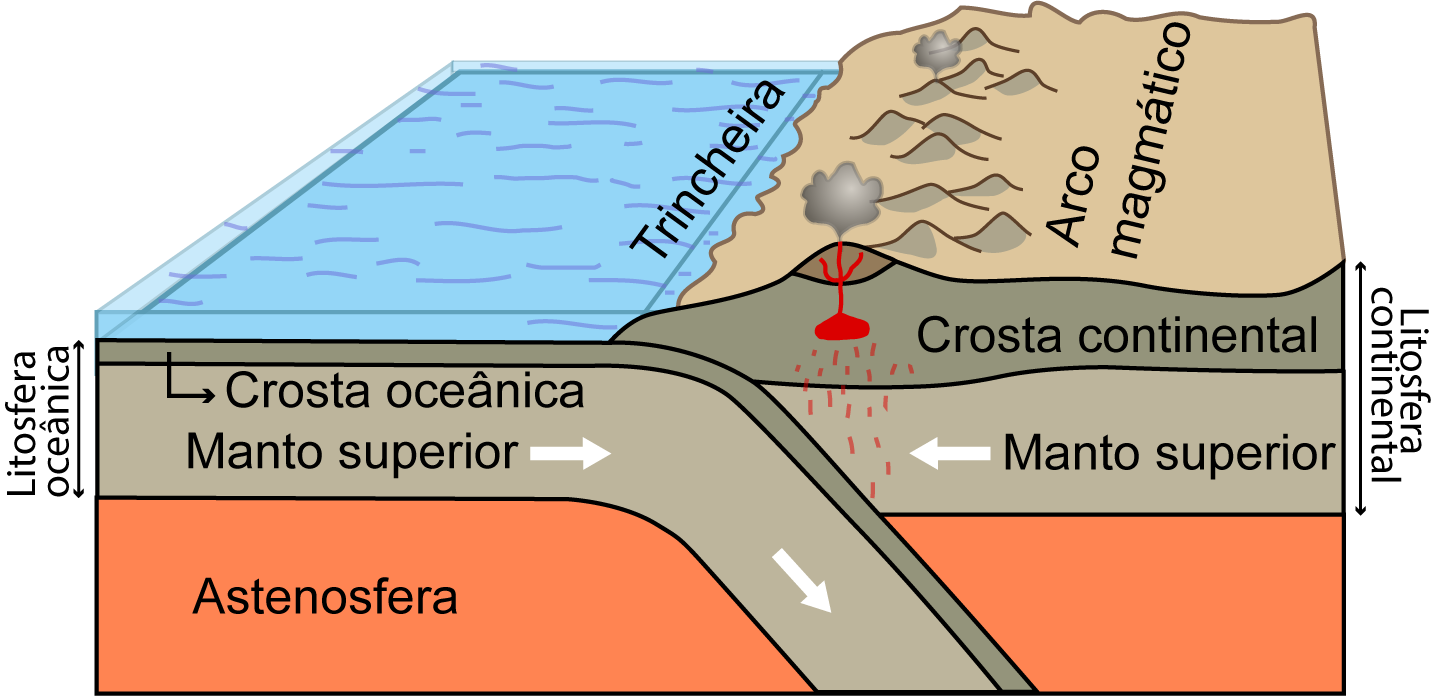
Litosfera oceânica e continental em margem continental ativa durante convergência de placas (limite de placas convergente)[https://commons.wikimedia.org/w/index.php?curid=3260825

A litosfera (do grego "λίθος" [Lithos] = Pedra; "σφαίρα" [Sphaira] = Esfera) é a camada sólida mais externa de um planeta rochoso e é constituída por rochas e solo. No caso da Terra, é formada pela crosta terrestre e por parte do manto superior. Apresenta uma espessura variável, sendo mais espessa sob as grandes cadeias montanhosas. Está dividida em placas tectônicas.
É um dos três principais grandes ambientes físicos da Terra, ao lado da hidrosfera e da atmosfera, que, na sua relação enquanto suportes de vida, constituem a biosfera.
Composta pelas rochas ígneas, sedimentares e metamórficas, a litosfera cobre toda a superfície da Terra, desde o topo do Monte Evereste até as profundezas das Fossas Marianas. Nas regiões continentais é constituída principalmente por rochas graníticas, ricas em alumínio e silício (a crosta continental), também denominada de Sial. Já nas áreas oceânicas predominam as rochas basálticas (crosta oceânica) compostas por minerais ricos em silício, manganês e magnésio, denominada de Sima.
A estrutura da litosfera vem alterando-se através dos tempos, seja pela ação dos chamados agentes externos (erosão, transporte e deposição de sedimentos, a ação das águas subterrâneas, a ação do vento, a ação das ondas do mar), seja pela atuação dos agentes internos: falhas e dobramentos que conduzem à formação de montanhas ou vulcanismos.
| Corte do interior terrestre, do núcleo para a exosfera. Sem escala. | Profundidade km | Camada           | Densidade g/cm³ |
| ------------------------------------------------------------------- | --------------- | ---------------- | --------------- |
| Corte do interior terrestre, do núcleo para a exosfera. Sem escala. | 0–60            | Litosfera        | —               |
| Corte do interior terrestre, do núcleo para a exosfera. Sem escala. | 0–35            | … Crosta         | 2.2–2.9         |
| Corte do interior terrestre, do núcleo para a exosfera. Sem escala. | 35–60           | … Manto superior | 3.4–4.4         |
| Corte do interior terrestre, do núcleo para a exosfera. Sem escala. | 35–2890         | Manto            | 3.4–5.6         |
| Corte do interior terrestre, do núcleo para a exosfera. Sem escala. | 100–700         | … Astenosfera    | —               |
| Corte do interior terrestre, do núcleo para a exosfera. Sem escala. | 2890–5100       | Núcleo externo   | 9.9–12.2        |
| Corte do interior terrestre, do núcleo para a exosfera. Sem escala. | 5100–6378       | Núcleo interno   | 12.8–13.1       |